# Markus Oscarsson

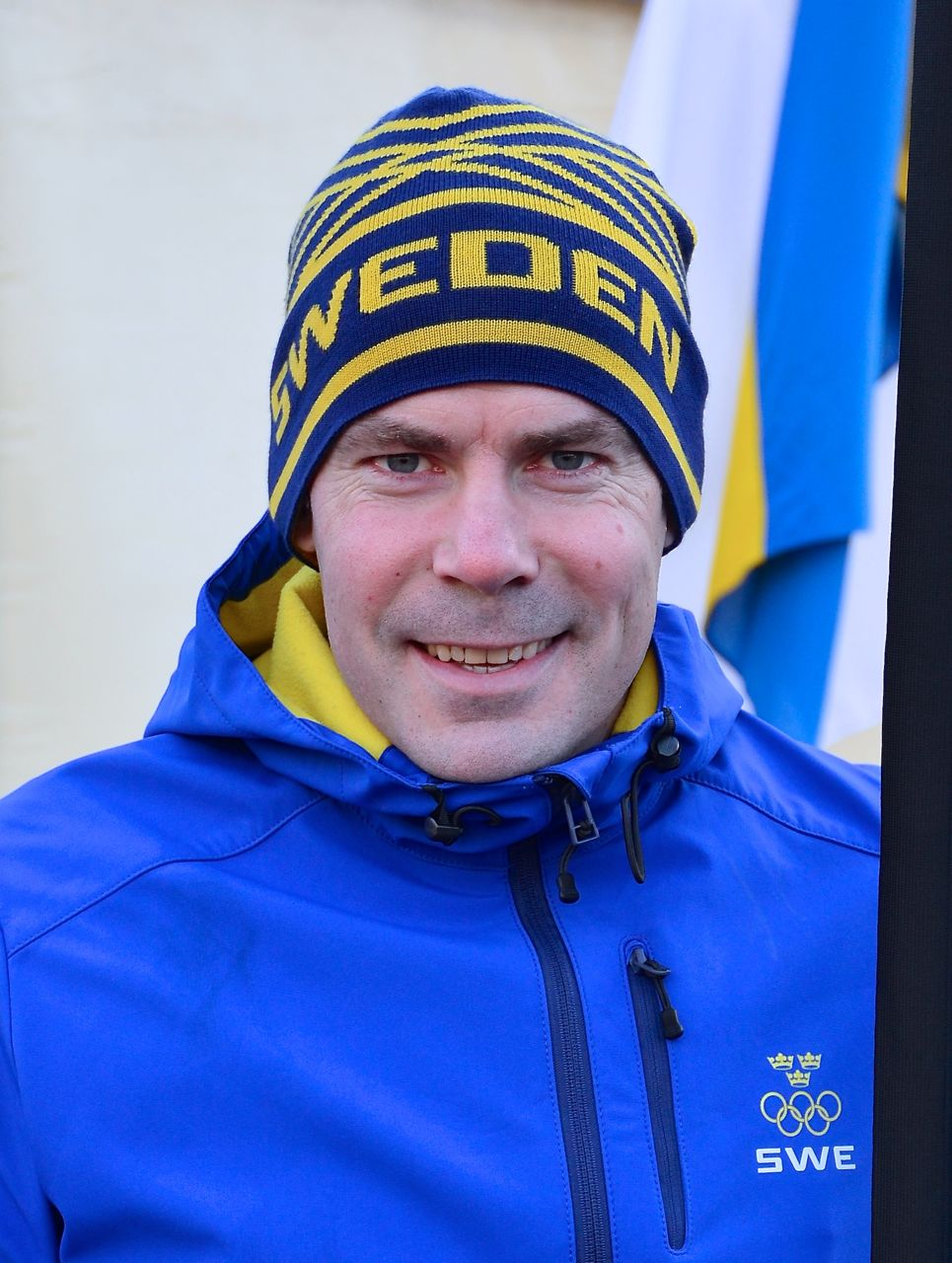
Markus Oscarsson i Kungsträdgården den 22 februari 2014 under Olympic Day.

Markus Oscarsson, född 9 maj 1977 i Västerås, är en svensk kanotist som paddlar för Västerås kanotförening.
Oscarsson vann två silvermedaljer i junior-VM i kanot, K1 500 meter och K1 1000 meter, 1995 i Yamanashi, Japan. Han tävlade i OS 1996, där han nådde final i K2 1000 meter tillsammans med Staffan Malmsten.
År 2000 bildade han ett framgångsrikt par i K2 tillsammans med Henrik Nilsson. Tillsammans vann de en silvermedalj i OS 2000. De fortsatte tävla tillsammans och blev världsmästare 2002 och 2003 samt OS-guldmedaljörer i Aten 2004.
Oscarsson tog ett års ledighet från kanotsporten efter en axeloperation 2005 men gjorde comeback 2006 och vann K1 1000 meter i EM i Račice, Tjeckien, hans första individuella medalj på seniorsidan. Under de följande månaderna blev han K1 1000 meter världsmästare i  Szeged, Ungern. Detta var Sveriges första guldmedalj i VM, i det som kallas kanotens blå band, sedan Gert Fredrikssons seger 1954.
Oscarsson har under 2008 bildat nytt par med Anders Gustafsson, med vilken han under EM 2008 i Milano lyckades kvala in till OS 2008 och K2 1000 meter, och själv kvalade in till K1 1000 meter. På grund av tidsschemat under OS där finalerna i K1 och K2 avgjordes under samma dag, valde Oscarsson och Gustafsson att satsa på sina individuella grenar; i försöksheatet på K2 gav de upp efter några hundra meter och skyllde på materialfel. Oscarsson tog sig istället några dagar senare till final i K1 1000 meter och Gustafsson tog sig till final i K1 500 meter. I finalen slutade Markus Oskarsson 6:a i K1 1000 meter.
Under sitt femte olympiska spel, OS i London 2012, var han återigen i par med Henrik Nilsson och kom då på femte plats i klassen K-2 1000 m.
Oscarsson är Stor grabb nummer 120 på Svenska Kanotförbundets lista över mottagare för utmärkelsen Stor kanotist.

## Meriter
- 2011: 2:a VM K-2 1000m
- 2010: 6:a EM K-2 1000 m, 7:a EM K-1 5000 m
- 2008: 4:a EM K1 1000 m, 5:a EM K2 1000 m, 6:a  OS K1 1000 m
- 2006: 1:a VM K1 1000 m
- 2004: 1:a OS K-2 1 000 m,
- 2003: 1:a VM K-2 1 000 m
- 2002: EM: 1:a K-2 1 000 m, 3:a K-2 500 m. VM: 1:a K-2 1 000 m
- 2001: VM: 3:a K-2 500m
- 2000: 2:a OS K-2 1 000 m, 9:a OS K-2 500 m
- 1999: VM 4:a K-4 1 000m
- 1998: VM 5:a K-2 1 000m, semi K-4 1 000m.
- 1997: VM: 5:a K-2 500m, 5:a K-2 1 000m.
- 1996: 8:a OS K-2 1 000m, semi OS K-2 500m